# Бруно Бауер
Бру́но Ба́уер (6 вересня 1809 — 15 квітня 1882) — німецький філософ-ідеаліст, молодогеґельянець; з 60-х рр. — прихильник Бісмарка. В дослідженнях раннього християнства («Критика євангельської історії Іоанна», «Критика синоптичних євангелій») Бауер доводив, що євангельські перекази є вигаданими історіями, результатом умисної творчості окремих осіб. Самосвідомість «критичних осіб» Бауер трактує як головну рушійну силу історії. Критика ідеалістичних поглядів Бауера дана в працях К. Маркса і Ф. Енгельса «Святе сімейство» і «Німецька ідеологія».